# 務安邦氏
務安邦氏（ムアンバンし、무안방씨）は、朝鮮の氏族の一つ。本貫は全羅南道務安郡である。2015年調査では、225人である。
始祖は、中国南明の隆武帝の忠臣である中国山西省雁門道出身の邦苞である。